# ألارد أنتوني
ألارد أنتوني هو ضابط شرطة هولندي، ولد في 1620، وتوفي في 1685.